# Geaya benedictina
Geaya benedictina is een hooiwagen uit de familie Sclerosomatidae.